# Ribarica (obwód sofijski)
Ribarica (bułg. Рибарица) – wieś w Bułgarii, w obwodzie sofijskim, w gminie Etropole. Według danych szacunkowych Ujednoliconego Systemu Ewidencji Ludności oraz Usług Administracyjnych dla Ludności, 15 września 2022 roku miejscowość liczyła 212 mieszkańców.
300 metrów na południe od Ribaricy znajduje się wodospad Warowitec (zwany także wodospadem Etropol). Według legendy św. Iwan z Riły mieszkał w jaskini Warowitec, po czym osiadł w Rile.